# Lytta childi
Lytta childi är en skalbaggsart som beskrevs av Leconte 1857. Lytta childi ingår i släktet Lytta och familjen oljebaggar. Inga underarter finns listade i Catalogue of Life.